# Musée de Rome du Trastevere
Le musée de Rome du Trastevere (en italien : Museo di Roma in Trastevere) est un musée de Rome, en Italie, situé dans un ancien couvent Carmelite, Piazza Sant'Egidio, dans le Rioni de Trastevere. Il a été créé en 1977, après la restauration du couvent de Sant'Egidio. Initialement le musée était consacré au folklore et aux poètes Romanescos (en italien : Museo del Folklore e dei Poeti Romaneschi). Après une période de fermeture, il rouvre sous son nom actuel en 2000.
Il fait partie du musée de Rome.

## Collection
L'exposition permanente, au premier étage, présente des objets ethnologiques aménagés dans des pièces évoquant des scènes de la vie quotidienne romaine entre la fin du XVIIIe siècle et le début du XXe siècle, avec des mannequins grandeur nature. Les collections sont relativement hétérogènes : tableaux de la fin du XVIIIe siècle et du XIXe siècle, mobiliers, costumes, crèches romaines, "statues parlantes" de Rome, aquarelles de la "Rome disparue" d'Ettore Roesler Franz, et la "Salle de Trilussa" (Stanza di Trilussa) avec des objets venant de l'atelier de Trilussa. Le fil conducteur est une tentative de conserver la mémoire de certains aspects de la villa qui commençaient déjà à disparaître au moment de l'Unité de l'Italie.
En plus de sa collection permanente, le musée accueille, au rez-de-chaussée, des expositions temporaires, notamment l'exposition annuelle du concours World Press Photo.

## Source
- (it) Cet article est partiellement ou en totalité issu de l’article de Wikipédia en italien intitulé « Museo di Roma in Trastevere » (voir la liste des auteurs).